# Moroïchta
Moroïchta (en macédonien Мороишта) est un village du sud-ouest de la Macédoine du Nord, situé dans la municipalité de Struga. Le village comptait 909 habitants en 2002.

## Démographie
Lors du recensement de 2002, le village comptait :
- Macédoniens : 903 ;
- Serbes : 4 ;
- Valaques : 2.